# Onthophagus maculatus
Onthophagus maculatus är en skalbaggsart som beskrevs av Fabricius 1801. Onthophagus maculatus ingår i släktet Onthophagus och familjen bladhorningar. Inga underarter finns listade i Catalogue of Life.